# Tauno Tiusanen

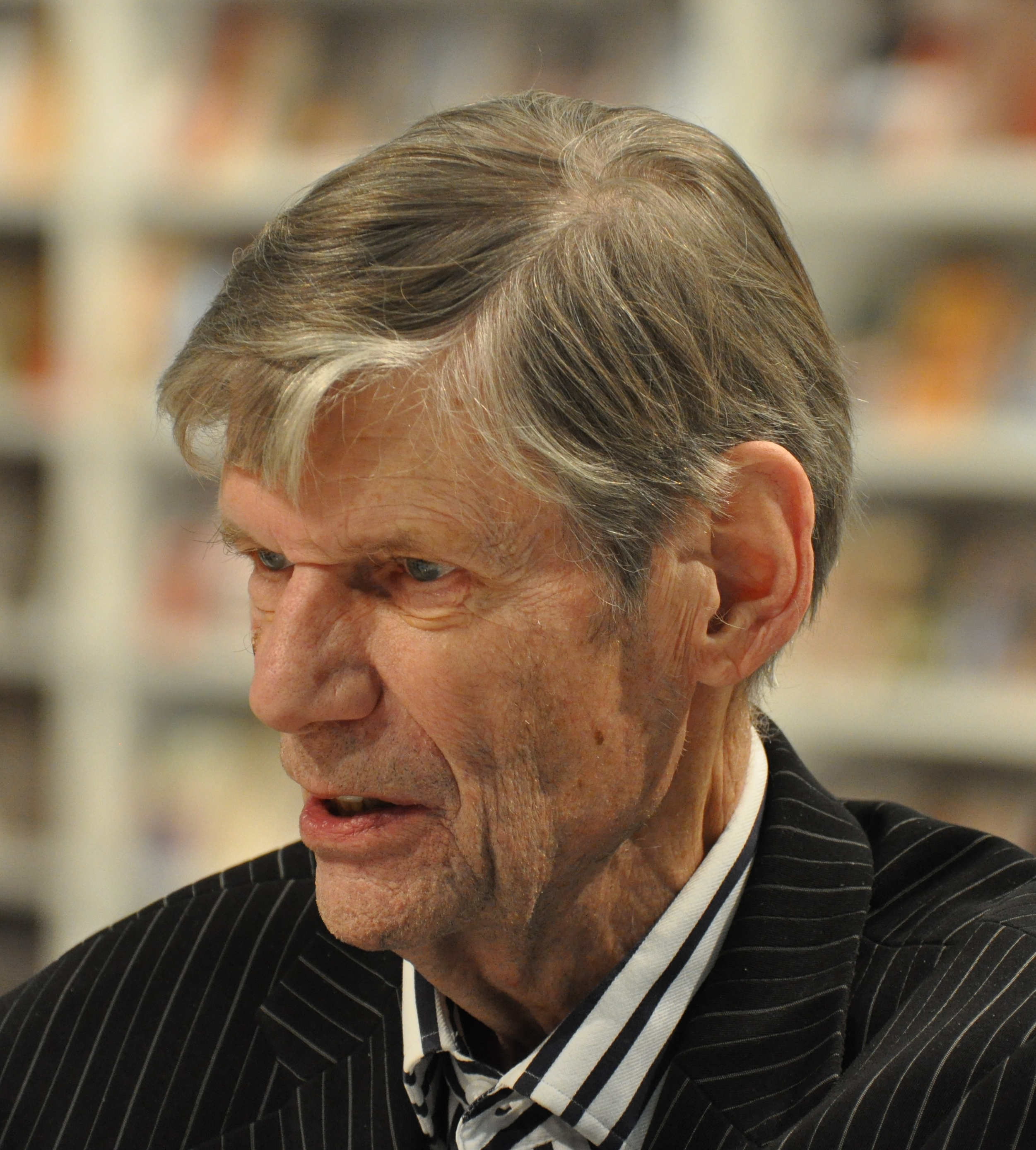
Tauno Tiusanen på Helsingfors bokmässa 2011.

Tauno Juhani Tiusanen, född 30 april 1941 i Helsingfors, är en finländsk nationalekonom.
I mitten av 1980-talet hörde Tiusanen till de få experter som förutsade sovjetsystemets sammanbrott (på grund av dess resursslöseri). Han utsattes av den anledningen för politisk diskriminering i hemlandet och drevs i ett slags landsflykt till Glasgow, där han avlade PhD-examen 1990 och var professor vid universitetet 1992–1996. Efter återkomsten till hemlandet tjänstgjorde han som professor i produktionsekonomi vid Villmanstrands tekniska universitet 1996–2009.
Tiusanen har som forskare intresserat sig bland annat för utländska direktinvesteringar och investeringsklimatet i de så kallade övergångsekonomierna samt Europeiska unionens utvidgning österut. I böckerna Elämä rautaesiripun varjossa (2009) och Narutettu sukupolvi (2011) skildrade han sina minnen från östblocket och finlandiseringens tid.